# Arethusana allobrogicus
Arethusana allobrogicus är en fjärilsart som beskrevs av Varin 1953. Arethusana allobrogicus ingår i släktet Arethusana och familjen praktfjärilar. Inga underarter finns listade i Catalogue of Life.